# Зімунай ЗПГ
Зімунай ЗПГ – завод із виробництва зрідженого природного газу, який почав роботу в 2013 році на північному заході Китаю в Сіньцзян-Уйгурському автономному районі.
Проект реалізували через компанію Xinjiang Jimunai Guanghui LNG Development Co. Ltd. Потужність заводу за світовими мірками доволі невелика — 0,40 млн тонн на рік (приблизно 0,5 млрд м3). В той же час, особливістю проекту є його реалізація у глибині континенту, тоді як традиційні заводи ЗПГ розташовуються на узбережжі та включають порт для прийому великих танкерів-газовозів. Завод спорудили за технологією StarLNGL, наданою компанією Linde.
Ресурс для роботи заводу первісно розраховували отримувати від PetroChina, проте у підсумку сировинною базою стало казахське родовище Сарибулак, від якого проклали газопровід Сарибулак – Зімунай. При цьому вже в 2022-му запаси Сарибулаку були майже вичерпані і експорт припинився.